# Lipcsey Emőke
Lipcsey Emőke (Lipcsey Andersson Emőke; Budapest, 1957) magyar író, költő, orgonista.

## Pályafutása
Diplomáját magyar-történelem szakon szerezte, majd zenei tanulmányokat folytatott. 1984 óta Svédországban, Göteborgban él. Itt és Franciaországban folytatta számítógép-nyelvészeti, zenei és irodalmi tanulmányait.
A párizsi Magyar Műhely avantgárd irodalmi-művészeti folyóirat köréből indult. Rendszeresen publikál képverseket, verseket, prózai műveket, valamint számítógépes hangköltészeti és vizuális művekkel kísérletezik. Képverseit önálló és csoportos kiállításokon mutatták be Magyarországon, Franciaországban, Svédországban és az Egyesült Államokban. 
Kísérleti műveiben, melyekhez gyakran használja a számítógépet, a hang, a kép, és a szöveg egyenrangú, és egyidejűleg megjelenő elemek. A hagyományos műfajok határait is igyekszik feszegetni; Taurus blogja című regényét például blogfomában írta, “Ördöghinta” című regényében pedig a lineáris idő szemléletet bontja fel. Szépirodalmi munkássága mellett műfordítással is foglalkozik. Közéleti és kulturális témájú publicisztikája többek közt a Heti Válaszban és a Magyar Nemzetben jelent meg. Egy darabig a Duna TV svédországi tudósítójaként is dolgozott. 
Évekig orgonistaként dolgozott a Svéd Egyháznál. Számos magyar-svéd kulturális csereprogramot szervezett. Az utóbbi években főleg a regény és a novella műfaja felé fordult. Magyarul és svédül is ír. Munkássága elismeréseként Svédországban több ösztöndíjban is részesült.
A Magyar Írószövetség, és a Svéd Írószövetség (Sveriges Författarförbund) tagja. 

## Művei
- Sziklarajzok (Magyar Műhely, 1999)
- Ördöghinta (Kortárs Kiadó, 2009)
- Kés, villa, sms. Anna néni illemtankönyve; ill. Szűcs Édua; Helikon, Bp., 2010
- Taurus blogja (Helikon Kiadó, 2011)
- A vadnyúl bukfencet vet; Kortárs, Bp., 2017 (Kortárs próza)
- Haren slår en kullerbytta, Bokförlaget Korpen, Göteborg, 2020 (regény)
- Ugyanaz a folyó; Pesti Kalligram, Bp., 2021

### Műfordítások
- Kerstin Ekman: Mordets praktik (Egy gyilkos praxisa, regény, Orpheusz Kiadó, Budapest 2012)
- Kerstin Ekman: Händelser vid vatten (A víznél történt, regény, Orpheusz Kiadó, Budapest, 2018)

## Külső hivatkozások
- Port.hu
- „Mert magyar irodalom csak egy van”
- Jelen, múlt, jövő Archiválva 2014. január 12-i dátummal a Wayback Machine-ben